# Josef Tazreiter
Josef Tazreiter (* 3. Jänner 1891 in Ybbsitz, Niederösterreich; † 5. Januar 1955 ebenda) war ein österreichischer Politiker (CSP, VF, ÖVP).

## Leben
Josef Tazreiter wurde in Hubberg geboren, einer im Jahr 1891 selbstständigen und heute in Ybbsitz eingegliederten Gemeinde im Bezirk Amstetten. Nach Besuch der fünfklassigen Volksschule in Ybbsitz wurde Tazreiter Landwirt, der 1921 den Hof seiner Eltern übernahm.
Als Bauer war Tazreiter Obmann verschiedener landwirtschaftlicher Gremien, darunter des Niederösterreichischen Almweidevereines oder der Ybbstaler landwirtschaftlichen Genossenschaft.
Vom 27. April bis zum 2. Mai 1934 war Tazreiter für nur eine Woche christlichsoziales Mitglied des Bundesrats in Wien. Danach zog er in dem laut der Maiverfassung von 1934 in Österreich existierenden Bundeswirtschaftsrat ein, dem er bis 1938 angehören sollte.
Von Dezember 1945 bis November 1949 saß er als Abgeordneter der ÖVP im Nationalrat. Unmittelbar einen Tag nach seinem Ausscheiden aus dem Nationalrat wurde er erneut als niederösterreichischer Delegierter im Bundesrat vereidigt. Der Länderkammer gehörte Tazreiter bis November 1954 an. Er starb kaum zwei Monate später, im Alter von 64 Jahren.
1953 wurde ihm der Berufstitel Ökonomierat verliehen.